# Ротило
Роти́ло — высочайшая вершина Покутско-буковинских Карпат. Расположена в северной части Верховинского района Ивано-Франковской области, на северо-запад от пгт Верховина.
Высота горы — 1483 м (по другим данным — 1491 м). Гора состоит из песчаников. Вершина конусообразная, достаточно симметрична. Южные и западные склоны крутые, западный — пологий, безлесный. Склоны расчленены, покрытые завалами песчаниковых глыб.
Ротило — название образовано от румынского апеллятива rotilã «колёсико», что является деминутивом от roatã «колесо, круг». Она указывает на форму горы..
Северо-западнее Ротило расположена гора Версалем (1406 м), на северо-восток — гора Грегит (1472 м), на юго-восток — горы Габорянска (1444 м) и Белая Кобыла (1476 м), на юго-запад — гора Малый Дол (1248 м), по которой вдали возвышается массив Черногора.
Ближайший населенный пункт: с. Воловая.